# 직업의 지리학
직업의 지리학(The New Geography of Jobs)은 성공하는 도시와 쇠퇴하는 도시, 도시에 따른 소득 차이 등을 분석한 엔리코 모레티의 책이다.